# Regina Torné
Regina Torné (ur. 2 października 1945 r. w Meksyku) – meksykańska aktorka filmowa i telewizyjna.

## Wybrana filmografia

### Filmy
- 1992: Przepiórki w płatkach róży jako matka Tity
- 1972: Los hijos de Satanás

### Telenowele
- 2014: Twoja na zawsze jako Soraya Patiño
- 2000-2001: Miłość inna niż mówią jako Engracia Pérez
- 1999: Catalina i Sebastian jako Antonieta Escandón